# Чемпіонат світу з ралі 2007
Чемпіонат світу з ралі 2007 — 35-й чемпіонат світу з ралі, відбувався з 18 січня до 2 грудня 2007 року і складався з 16-ти гонок (етапів чемпіонату світу).

## Календар чемпіонату світу 2007
2007
| № етапа | Дата              | Етап                |
| ------- | ----------------- | ------------------- |
| 1       | 19-21.01.2007     | Ралі Монте-Карло    |
| 2       | 9-11.02.2007      | Ралі Швеції         |
| 3       | 16-18.02.2007     | Ралі Норвегії       |
| 4       | 9-11.02.2007      | Ралі Мексики        |
| 5       | 30.03 — 104.2007  | Ралі Португалії     |
| 6       | 4-6.05.2007       | Ралі Аргентини      |
| 7       | 18-20.05.2007     | Ралі Італії         |
| 8       | 1-3.06.2007       | Ралі Греції         |
| 9       | 3-5.08.2007       | Ралі Фінляндії      |
| 10      | 17-19.08.2007     | Ралі Німеччини      |
| 11      | 31.08 — 2.09.2007 | Ралі Нової Зеландії |
| 12      | 5-7.10.2007       | Ралі Франції        |
| 13      | 12-14.10.2007     | Ралі Іспанії        |
| 14      | 26-28.10.2007     | Ралі Японії         |
| 15      | 16-18.11.2007     | Ралі Ірландії       |
| 16      | 30.11 — 2.12.2007 | Ралі Уельсу         |